# 成田市公設地方卸売市場
成田市場（なりたいちば、なりたしじょう）は、
1. 成田市が開設し管理運営に当たる公設地方卸売市場。「成田市公設地方卸売市場」。2022年1月に同市天神峰に移転。
2. 1.の旧所在地に内接している（現在も存続している）民間の流通・小売施設。「成田公津の杜市場」。（正式名称：成田市総合流通センター）
3. 1.の旧所在地および2.に隣接している民営の花き地方卸売市場。「地方卸売市場市川フラワーオークションジャパン成田」

成田市公設地方卸売市場（なりたしこうせつちほうおろしうりしじょう）は、千葉県成田市天神峰に所在する、公設の地方卸売市場。通称「成田市場」。移転前の同市飯仲の旧施設及びその隣接地には市場を補完する機能が一部現存しているため、本稿ではそれらについても触れる。

## 概要
県の北総地域における青果市場の一本化の要請を受けて、1974年（昭和49年）6月4日、成田市公設地方卸売市場（青果部）が飯仲に開設された。その頃の時代背景として、成田空港の開港や成田ニュータウンへの入居開始などに伴う生鮮食料品の需要が急増すると予想された為であった。翌年の1975年（昭和50年）6月1日には、水産物市場も開設。また同時に㈱成田総合流通センターによる成田市総合流通センター（総合食料品、日用品部門）が開場した。この結果、成田市公設地方卸売市場と成田市総合流通センターが併設する形となり、市場内の取り扱い部門が拡大して4部門となる。
なお、成田市総合流通センターは成田市、千葉県、民間流通デベロッパーの官民の共同で建設された（民設公営市場）。青果・水産は公営で、総合食料品・日用品は民営で運営されていた。2002年（平成13年）11月に、青果部門の卸売業者が経営破綻により撤退したため、卸売業者不在となったが、2003年（平成14年）10月に新たな卸売業者が進出、2012年（平成24年）に卸売業者が成田ベジフル株式会社に交代し、2017年（平成29年）には株式会社成田市場（その後株式会社成田市場青果に改称）へと事業譲渡する形で再度卸売業者が交代した。2018年（平成30年）11月にコメ卸売大手の神明ホールディングスが株式会社成田市場青果を買収し、グループ傘下に収めた。
通常、他市場においては卸売市場の利用は業務用が主流であったが、成田市場においては2008年（平成20年）から一般客への開放を進めている。また、2013年（平成25年）に成田市公設地方卸売市場運営審議会からの答申を受け、施設の再整備の検討を行った。
2014年（平成26年）、成田市は東京圏の一部として国家戦略特別区域に含まれることが決定したため、市場内で検疫・通関などの輸出手続きをワンストップ化し迅速化を図るなど、国際物流拠点としての機能強化の実証試験も行われている。
2016年（平成28年）、成田市は、成田空港に隣接する千葉県花植木センター跡地（同市天神峰）を候補地とし、農水産物の輸出拠点として、平成31年を目途に移転整備する旨を発表した。
2022年（令和4年）、公設地方卸売市場としての機能を上記天神峰の敷地に移転して開場した。移転にあたっては、上記実証実験の結果も踏まえ、通常港湾に隣接した輸出加工区などにのみ認められる検疫・通関などが場内で可能なほか、加工・パッケージ機能を備えるなど、日本で初めて輸出に向けた手続きをワンストップで可能な卸売市場とした1月20日の開場を控えた同月12日には開場記念式典が執り行われ、市場関係者らのほか周辺自治体の首長らや千葉県の熊谷俊人知事などが出席した。
いっぽう、同市飯仲の旧市場敷地および隣接地には関連棟、サービス棟が残留しており、こちらも「成田市場」を称していたが、2022年6月、公設市場との明確な区別のため「成田公津の杜市場」に呼称変更した。また、旧市場に隣接していた花き卸売市場（地方卸売市場市川フラワーオークションジャパン成田）も引き続き営業しており、公設地方卸売市場と連携して広義の「成田市場」を形成している。

## 公設地方卸売市場（天神峰）

### 施設概要
- 敷地面積: 約93,000平方メートル
- 主要施設
  - 水産棟: 水産卸売場・水産仲卸売場
  - 青果棟: 青果卸売場・青果仲卸売場
  - 高機能物流棟: 加工パッキング施設、通関・検疫所、輸出証明書市場内交付所等[9]
- 一般利用・一般見学の可否: 見学コースの設定あり、その他、2022年以降一般客の買い物利用が可能な「集客施設棟」の建設予定あり[6]

### 卸売業者
- 青果部：シティ青果成田市場株式会社[11]（東京シティ青果とおなじく神明ホールディングスグループ傘下の東京中央青果を親会社とする[12]）
- 水産部：大都魚類株式会社　成田支社

### 買受人
- 場内仲卸業者
  - 青果部：6業者
  - 水産部：14業者（成田市水産物仲卸協同組合を構成）
- 売買参加者
  - 青果部：68業者（法人33、個人55）
  - 水産部：3業者（法人3）

### 入居業者
- ワンストップ輸出エリア:

## 移転前の旧市場

### 旧施設概要
- 正式名称: 成田市公設地方卸売市場
- 所在地: 成田市飯仲42番地2

- 市場面積：29,950 m2

- 青果部卸売場：3,705 m2
- 青果部仲卸売場：645 m2

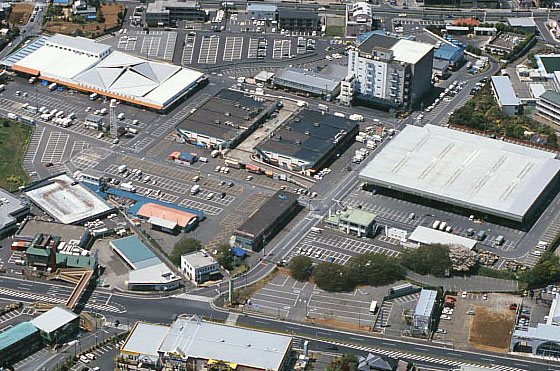
旧・成田市公設地方卸売市場（飯仲所在当時）

- 水産物部卸売場：2,233 m2
- 水産物部仲卸売場：3,082 m2
- 水産棟低温卸売場：240 m2

## 民営市場（成田公津の杜市場）
- 正式名称: 成田市総合流通センター（wikidata:Q111362327）
- 施設の管理者: 株式会社成田総合流通センター
- 所在地: 千葉県成田市飯仲45番地（旧成田市場敷地内）
- 敷地面積: 30,400 m2[13]
- 関連食品棟: 5,082 m2
- 管理事務所・サービス棟: 493 m2
- 倉庫棟: 270 m2
- 駐車場: 15,900 m2
- その他付属施設: 145 m2
- 冷蔵庫: 9,557 m2
- 食料加工センター: 1,305 m2
- その他: 1,110 m2

## 花き卸売市場
- 正式名称: 地方卸売市場市川フラワーオークションジャパン成田
- 開設者: 株式会社市川フラワーオークションジャパン成田支店（本店は市川地方卸売市場）[16]
- 卸売業者: （開設者におなじ）
- 所在地: 千葉県成田市飯仲45番地-4[17]

## 商圏
- 印旛郡市（6市1町2村）
- 香取郡市（1市）
- 長生郡市（1市）
- 千葉市
- 茨城県（一部）